# Týnec nad Sázavou (nádraží)
Týnec nad Sázavou je železniční stanice v severovýchodní části města Týnec nad Sázavou v okrese Benešov ve Středočeském kraji nedaleko řeky Sázavy. Leží na neelektrizované trati Praha – Vrané nad Vltavou – Čerčany/Dobříš. Od prosince 2019 je železniční stanice a autobusového nádraží součástí nově vybudovaného dopravního terminálu.

## Historie
Stanice v Týnci byla otevřena 18. ledna 1897 společností Místní dráha Čerčany-Modřany-Dobříš při zprovoznění úseku trati ze Čerčan, kudy od roku 1871 procházela společnosti Dráhy císaře Františka Josefa (KFJB) spojující Vídeň, České Budějovice a Prahu, do Krhanic, dle typizovaného stavebního vzoru. Společnost původně vznikla pro železniční obsluhu modřanského cukrovaru.
22. září 1897 otevřela táž společnost trať z Modřan u Prahy, přes Vrané nad Vltavou do Dobříše budované zejména kvůli dopravě dřeva a kamene z dobříšského a konopišťského panství. 1. května 1900 došlo k dokončení a zprovoznění zbývajícího úseku trati ze Skochovic u Vraného do Krhanic.
Provoz na trati zajišťovaly od zahájení Císařsko-královské státní dráhy, po roce 1918 Československé státní dráhy. K 1. lednu 1925 byla trať zestátněna.

## Popis
Výpravní budova byla situována přibližně do prostřed stanice. Při zahájení provozu byla vystavěna jako přízemní, částečně podsklepená stavba dle typizovaného plánu (normálie) Císařsko-královské státní dráhy KkStB H/12. Tento typ staveb budovaných dle ústředních plánů, s přihlédnutím k místním podmínkám, byl stavěn převážně na místních drahách kolem roku 1900.
V první etapě rozšíření výpravní budovy bylo dle plánů z roku 1909 přistavěno patro. V půdoryse si stavba zachovala původní tvar. V pozdější době byla stavba prodlouřena východním směrem o dřevěnou přístavbu s prodlouženou verandou. K západní stěně byla připojena zděná přístavba kanceláří.
Západně od výpravní budovy bylo umístěno skladiště, vybudované dle typového výkresu 23/H s kamennou rampou 30/H. Tato typizovaná skladiště byla, podobně jako výpravní budova, určena převážně pro místní dráhy. Skladiště bylo odstraněno po roce 2010 a kamenná rampa zanikla během výstavby dopravního terminálu v letech 2018-2019. Na místě skladiště vznikla nová čekárna s pokladnou a hygienickým zázemím.
Východně od výpravní budovy se nacházela vodárna 35/H, stavebně upravená a zvýšená po roce 1915. Z vodárny byla voda rozváděna do vodních jeřábů u dopravních kolejí.
V původní podobě měla stanice tři koleje, dvě byly dopravní a jedna manipulační.
V roce 2015 byla zahájena investice „Revitalizace trati 210“, jejíž součástí byla i přestavba týneckého nádraží. To bylo rekonstruováno ve třech etapách v průběhu roku 2016, kdy bylo vybudováno nové poloostrovní nástupiště s příchodem přes kolej.

V letech 2018-2019 byla železniční stanice a vedlejší autobusové nádraží propojeny v nový dopravní terminál.

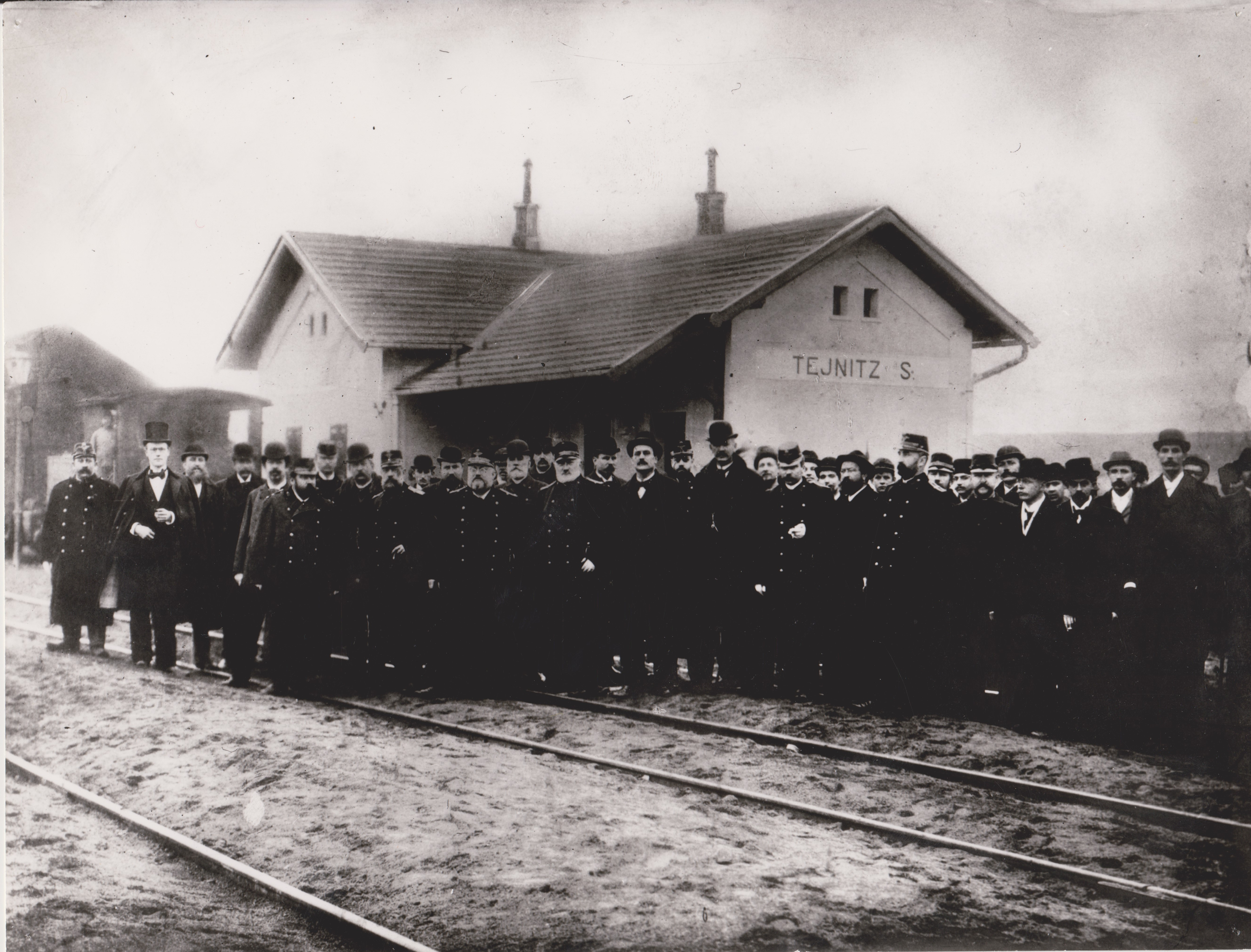
Nádraží v podobě mezi roky 1897-1909.
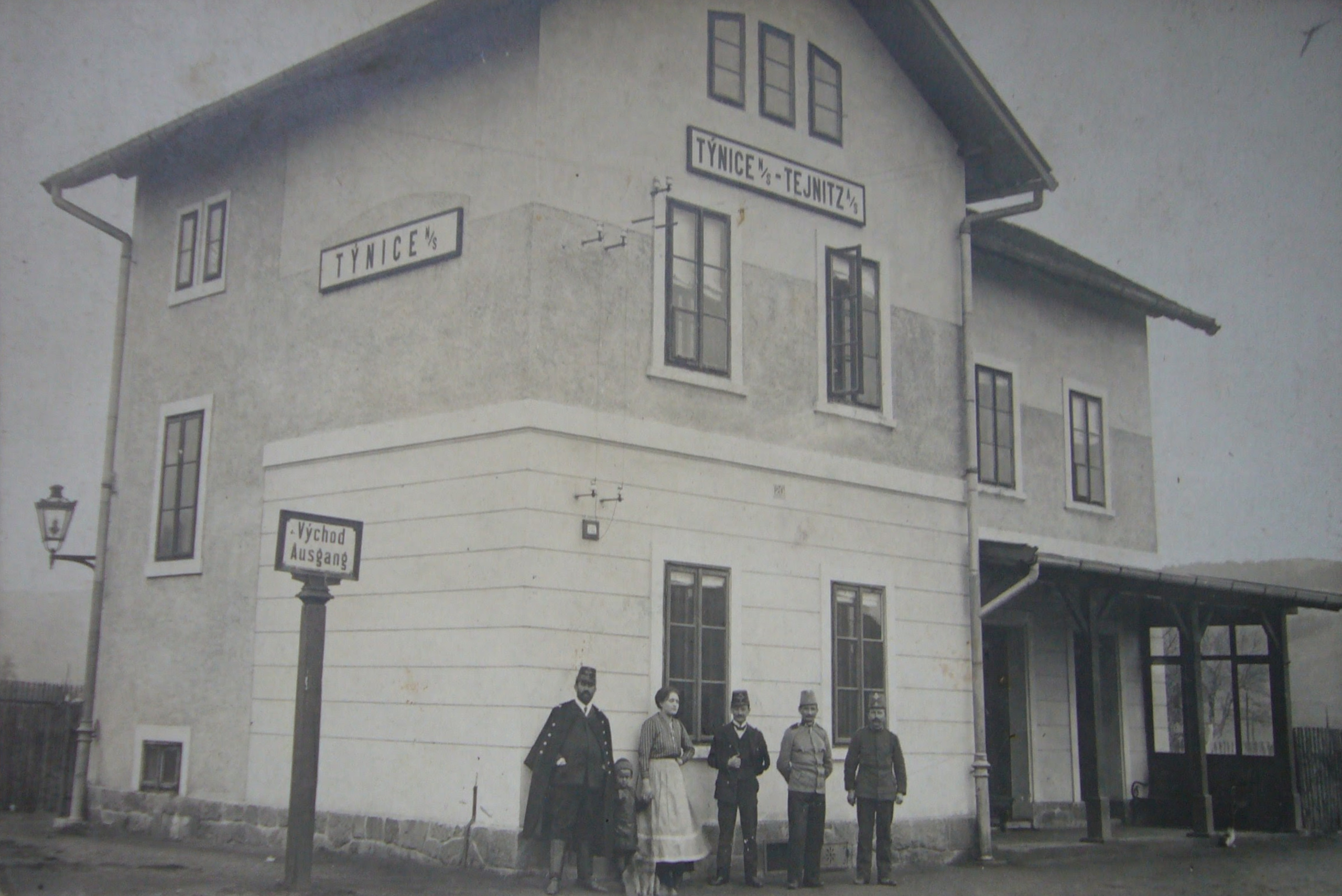
Nádraží po přístavbě patra v roce 1909.
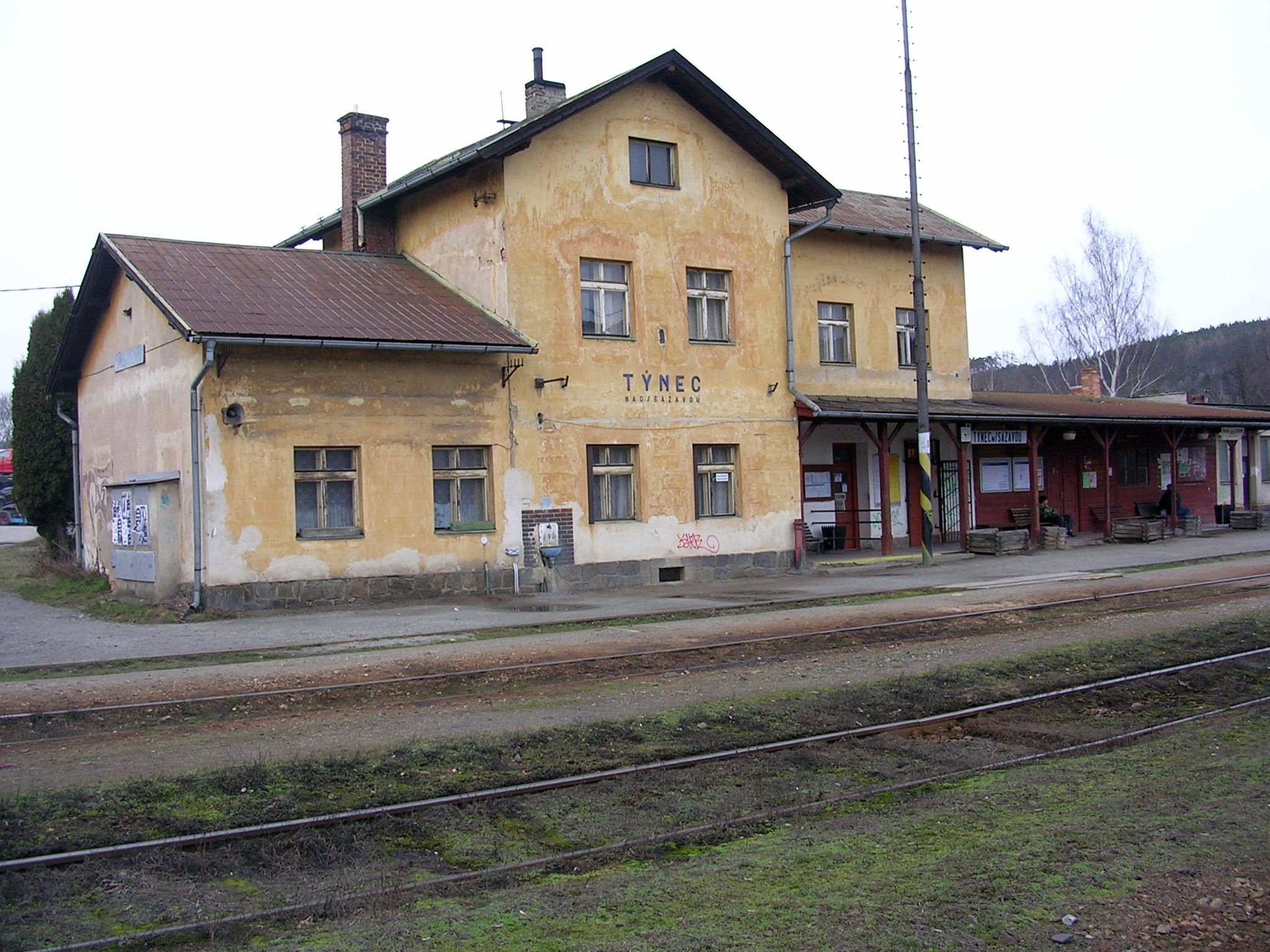
Nádraží v roce 2009.
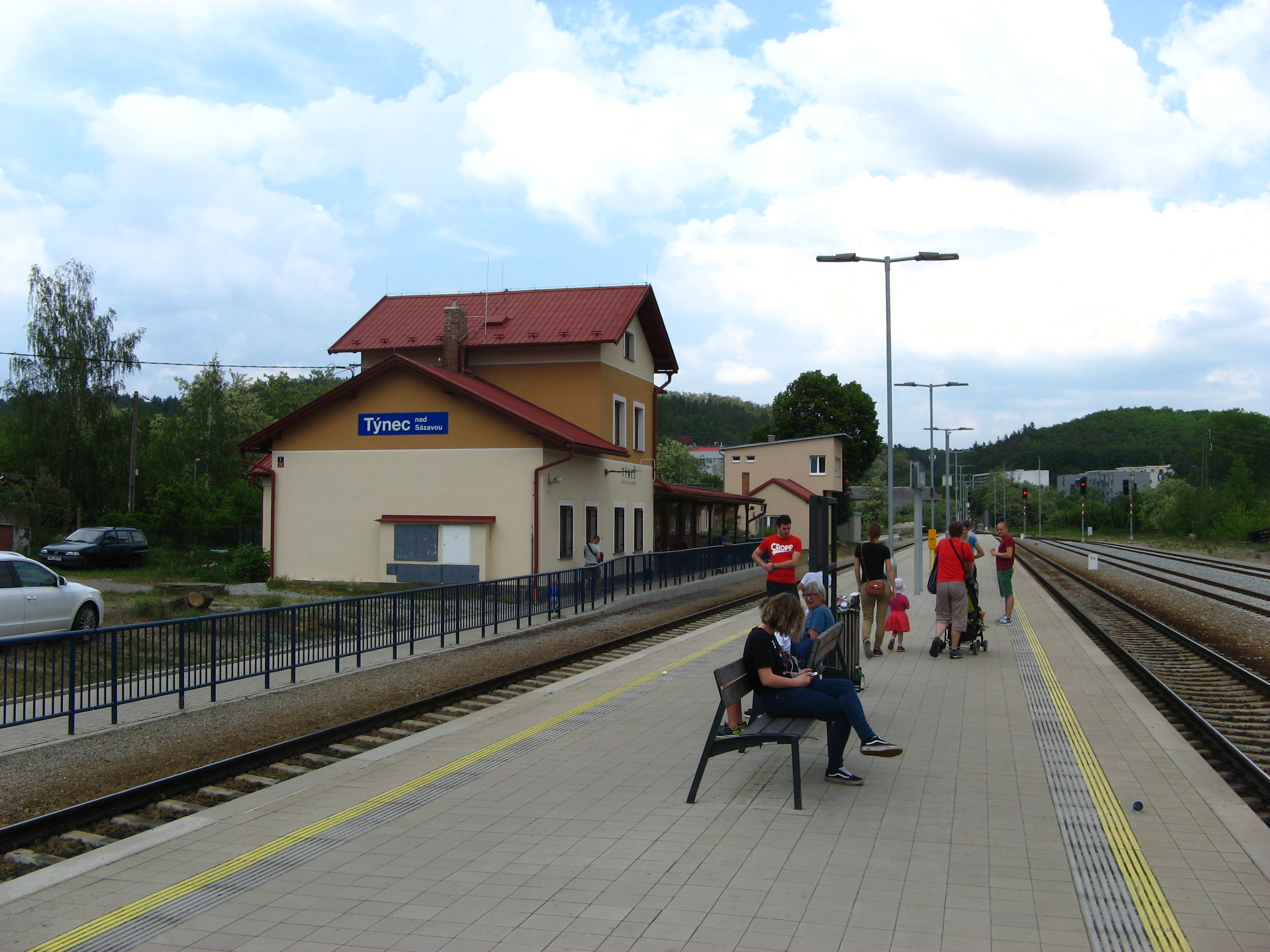
Nádraží po rekonstrukci v roce 2016.
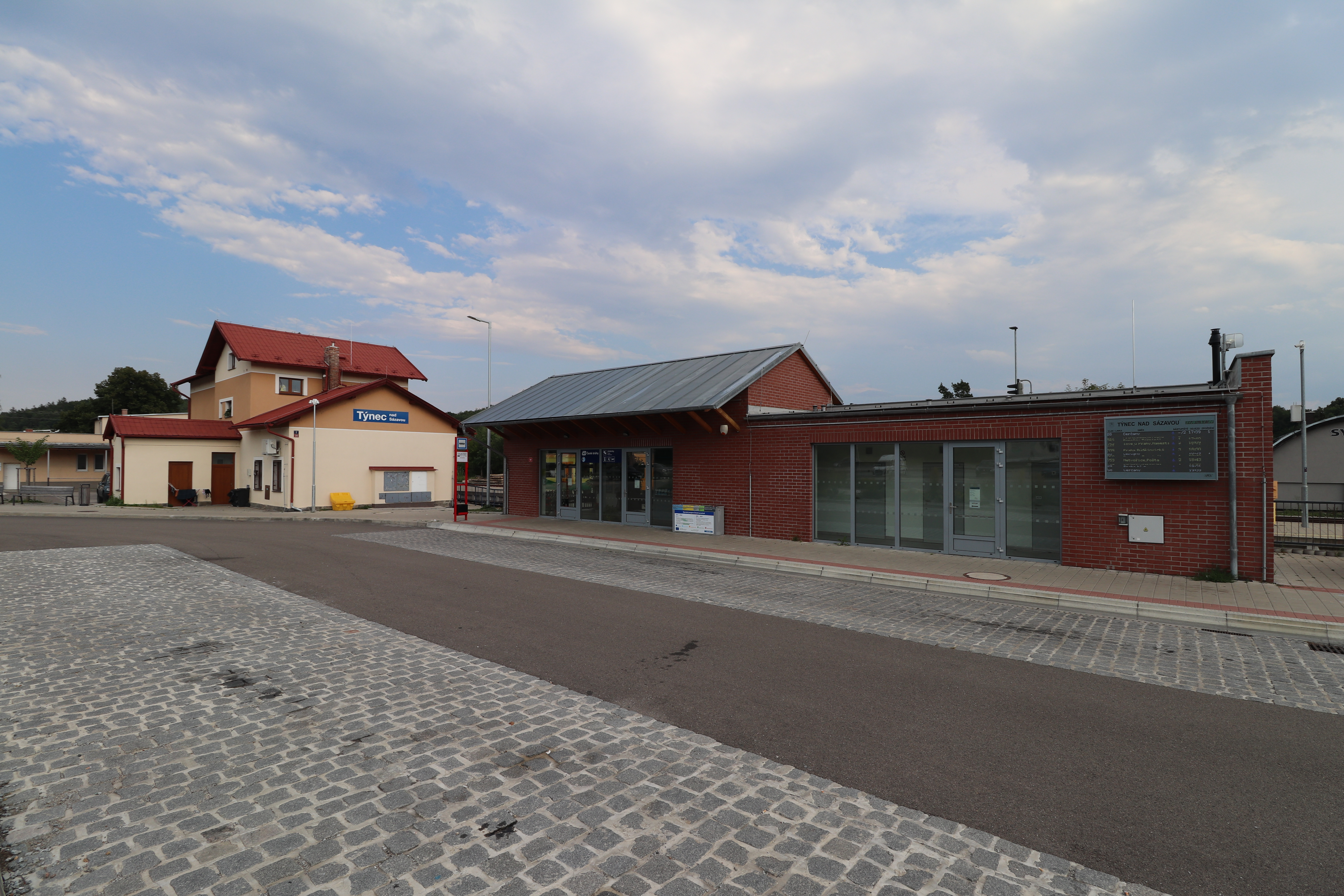
Dopravní terminál.
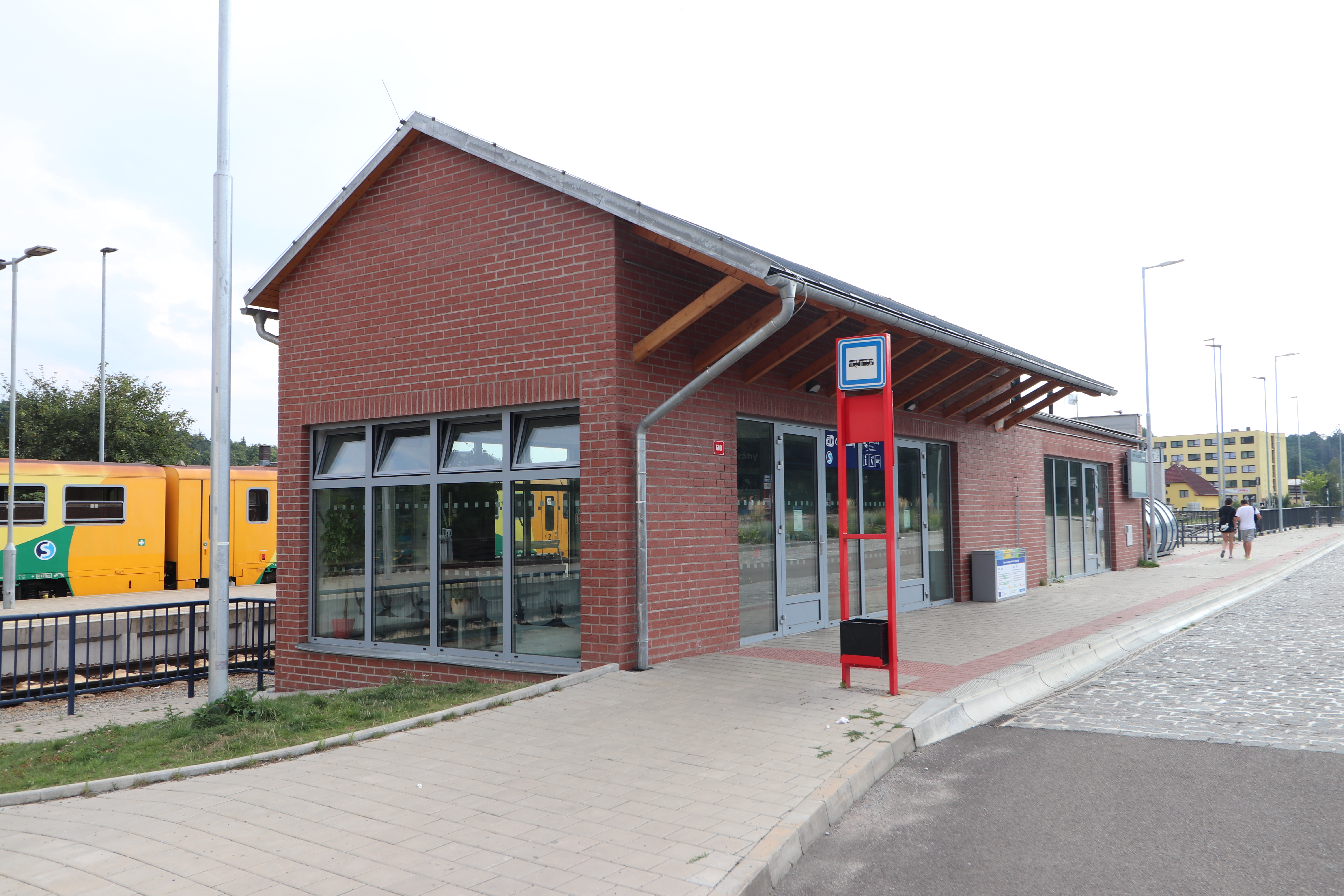
Budova čekárny a prodeje lístků na místě bývalého skladiště.